# 핀페름어군

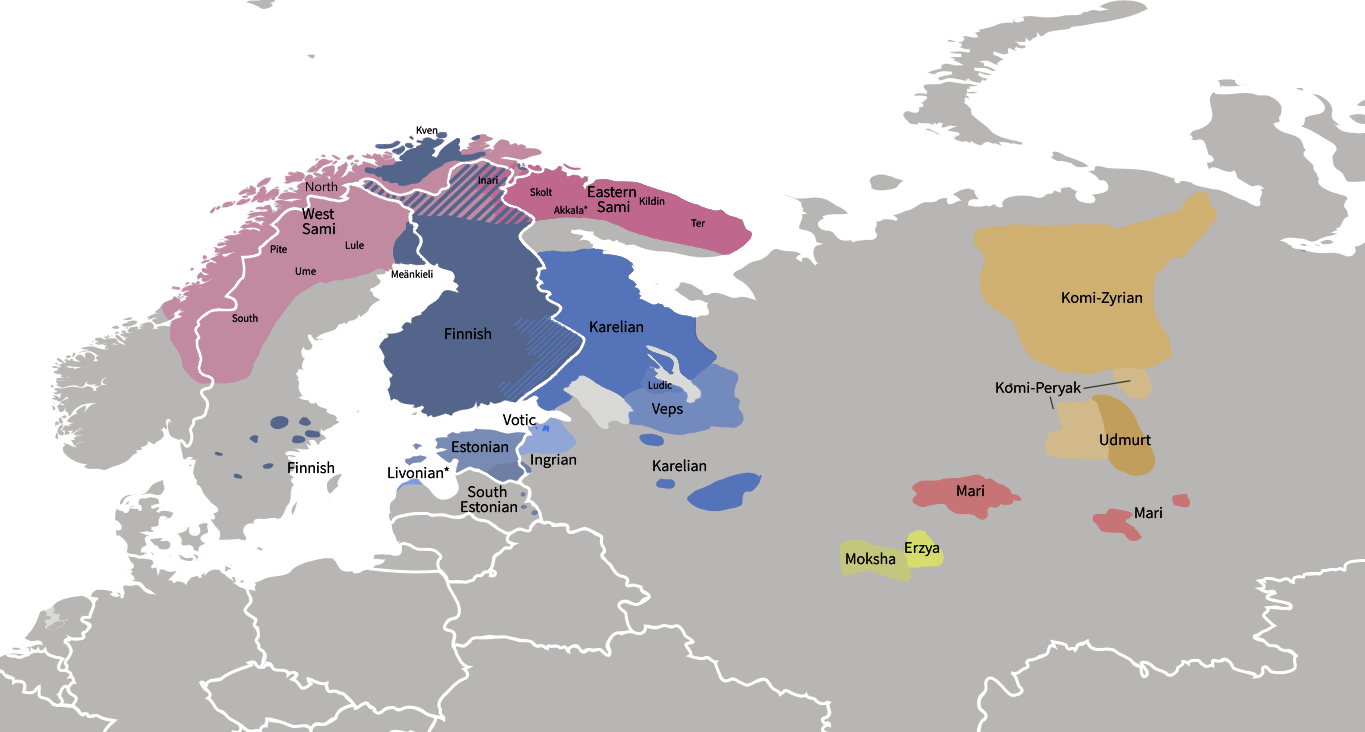

핀-페름어군(Finno-Permic)은 핀어군, 사미어군, 모르드바어군, 마리어, 페름어군 등을 묶은 우랄어족의 가설적 분파이다.
전통적인 우랄어 연구에서 핀-페름어군은 핀-우고르어파에서 기원전 3000–2500년 경에 갈라져 나왔고 기원전 2000년 경에 페름어군과 핀-볼가어군으로 갈라졌다고 여겨져 왔다. 현대 언어학에서는 그 유효성에 질문이 던져지고 있으며 하위 분류도 합의된 바가 거의 없다.
단순히 "핀어군"(Finnic)이라고 가리키기도 했으며, 이 경우 오늘날 핀어군으로 불리는 하위 언어군에는 "발트-핀어군"(Balto-Finnic)이라는 표현이 쓰였다.